# Hiroshi Yoshida (futbolista)
Hiroshi Yoshida (吉田 弘 Yoshida Hiroshi?,  nacido el 11 de febrero de 1958 en Shizuoka) es un exfutbolista japonés que se desempeñaba como delantero.
Yoshida jugó 9 veces para la Selección de fútbol de Japón entre 1981 y 1983. Fue elegido para integrar la selección nacional de Japón para los Juegos Asiáticos de 1982.

## Trayectoria

### Clubes
| Club              | País  | Año         |
| ----------------- | ----- | ----------- |
| Furukawa Electric | Japón | 1980 - 1990 |

### Selección nacional
| Selección | País  | Año         |
| --------- | ----- | ----------- |
| Absoluta  | Japón | 1981 - 1983 |

## Estadística de equipo nacional
| Selección de Japón | Selección de Japón | Selección de Japón |
| Año                | Part.              | Goles              |
| ------------------ | ------------------ | ------------------ |
| 1981               | 6                  | 1                  |
| 1982               | 1                  | 0                  |
| 1983               | 2                  | 0                  |
| Total              | 9                  | 1                  |

## Palmarés

### Títulos nacionales
| Título                   | Club              | País  | Año       |
| ------------------------ | ----------------- | ----- | --------- |
| Copa Japan Soccer League | Furukawa Electric | Japón | 1982      |
| Japan Soccer League      | Furukawa Electric | Japón | 1985-1986 |
| Copa Japan Soccer League | Furukawa Electric | Japón | 1986      |

### Distinciones individuales
| Distinción                  | Año       |
| --------------------------- | --------- |
| Japan Soccer League Best XI | 1981      |
| Japan Soccer League Best XI | 1982      |
| Japan Soccer League Best XI | 1985-1986 |